# Trichomaladera infortunata
Trichomaladera infortunata är en skalbaggsart som beskrevs av Ahrens 2002. Trichomaladera infortunata ingår i släktet Trichomaladera och familjen Melolonthidae. Inga underarter finns listade i Catalogue of Life.